# Kategorizacija željezničkih pruga
Željezničke pruge mogu se podijeliti prema namjeni, gospodarskom značaju, značaju kojega imaju u međunarodnom i unutarnjem željezničkom prometu, načinu upravljanja i gospodarenja željezničkom infrastrukturom te planiranju njezinoga razvoja.
Osnovna podjela željezničkih pruge:
- željezničke pruge od značaja za međunarodni promet
- željezničke pruge od značaja za regionalni promet
- željezničke pruge od značaja za lokalni promet

## Poveznice
- Željeznička pruga
- Željezničke pruge u Hrvatskoj